# Barbie und das Diamantschloss
Barbie und das Diamantschloss ist ein computeranimierter Film im Barbie-Universum aus dem Jahr 2008.

## Handlung
Barbie ist mit ihrer Freundin Teresa beim Musizieren, als sie von Barbies Schwester Stacie unterbrochen werden. Diese bekundet einen Streit mit ihrer Freundin, worauf Barbie ihr ein Märchen erzählt, welches ebenfalls von zwei guten Freundinnen handelt, die sich im Streit trennten und damit ihr Leben riskierten:
Delia (in der Gestalt von Barbie) sowie Alexa (in der Gestalt von Teresa) sind beste Freundinnen und finden eines Tages zwei scheinbar magische Schmuckherzen, welche sie sich als Zeichen ihrer Freundschaft sogleich anlegen. Später treffen sie auf eine alte, ausgehungerte Frau. Delia teilt ihr letztes Brot mit der Frau, welche sich darauf erkenntlich zeigt und den beiden Mädchen einen Spiegel schenkt.
Später entdecken sie, dass Melody, eine junge musikalische Muse, in diesem Spiegel gefangen ist. Sie erklärt Delia und Alexa, dass sie auf der Flucht vor Lydia, einer bösartigen Muse, in den Spiegel geflüchtet sei und aus eigener Kraft nicht mehr herauskomme. Lydia ist gemeinsam mit ihrem untergebenen Drachen Slyder auf der Suche nach der magischen Behausung (das Diamantschloss) Melodys und setzt alles daran, den Spiegel zu finden, in dem sich Melody versteckt hält.
Als Lydia von Melodys Aufenthaltsort erfährt, entsendet sie Slyder, der Delias und Alexas Behausung schließlich zerstört. Slyder entwendet darauf jedoch einen falschen, nicht-magischen Spiegel. Die beiden Frauen flüchten mitsamt dem Spiegel und sind im Begriff, das Diamantschloss zu finden und vor Lydia zu beschützen.
Das Trio hat jedoch kein Geld und der Hunger setzt ein. Daher beschließen sie, in einem Gasthaus zu singen. Dabei ersetzen sie das zu spät erscheinende Duo, bestehend aus Ian und Jeremy, was die beiden jedoch mit Humor nehmen. Ein Flirtversuch der Männer schlägt jedoch fehl. Delia, Alexa und Melody setzen ihren Weg fort, gefolgt von Ian und Jeremy, die Gefallen an den Frauen fanden. Nach der Abreise trifft Lydia im Gasthaus ein und verzaubert die Anwesenden, um den Aufenthaltsort der gesuchten Frauen herauszufinden. Nach einer Verfolgung versucht Lydia, Delia und Alexa zu verzaubern. Aufgrund der beiden Anhänger, die sie einst fanden, sind sie jedoch vor dem bösen Zauber geschützt. Sie können entkommen.
In einer Unterkunft angekommen, kommt es zum Streit zwischen Delia und Alexa, worauf Delia die Behausung verlässt. Voller Wut wirft Alexa den magischen Umhänger weg. Kurz darauf wird diese von Lydia und Slyder überrascht und wird ohne ihren als Schutz fungierenden Anhänger gefangen genommen. Auch sie wird Opfer von Lydias Zauber.
Delia ist derweil mit der in dem Spiegel befindlichen Melody auf dem Weg zu den sieben Steinen, welche als Markierung für das versteckte Diamantschloss dienen. Diese wird jedoch wenig später ebenfalls von Lydia aufgegriffen. Delia und Alexa, in Lydias Behausung gefangen gehalten, schaffen es jedoch sich zu befreien. Gemeinsam mit Ian und Jeremy, die sich auf die Suche nach den Frauen gemacht haben, machen sie sich wieder auf den Weg zu den sieben Steinen. Dort verlangt Lydia derweil von Melody, das Diamantschloss erscheinen zu lassen. Mit einer Hinhaltetaktik schafft sie es, Lydia so lange zu beschäftigen, bis Ian, Jeremy, Delia und Alexa erscheinen und Lydia schließlich die Flöte entreißen können, die Lydia zum Verzaubern befähigte. In einem Wassersog verschwindet Lydia zunächst.
Melody lässt dann zusammen mit Alexa und Delia das Schloss erscheinen; Der Gesang der Frauen war der Schlüssel. Als sie das Schloss betreten, kann sich Melody aus ihrem Spiegel befreien. Die besiegt geglaubte Lydia erscheint jedoch mit Slyder noch ein weiteres Mal, um ihren bösen Zauber gegen die Frauen auszusprechen. Diese können den Zauber jedoch mit Gesang und dem Spielen von Musikinstrumenten entgegenwirken, so dass sich der Zauber letztendlich gegen Lydia selbst auswirkt und als Steinfigur endet. Nachdem das Gebiet nun in Frieden lebt, machen sich Alexa und Delia auf den Weg nach Hause. Ian und Jeremy erhalten elektrische Gitarren als Dank für die Hilfe.
In der Gegenwart hat Barbie nun ihre Geschichte beendet und Stacie realisiert, dass wahre Freundschaft durch nichts zu zerbrechen ist.

## Synchronisation
Die deutsche Synchronbearbeitung fertigte die Deutsche Synchron in Berlin an. Das Dialogbuch stammt von Beate Gerlach, welche auch für die Synchronregie zuständig war.
| Rolle        | Englischer Sprecher                   | Deutscher Sprecher                          |
| ------------ | ------------------------------------- | ------------------------------------------- |
| Barbie/Delia | Kelly Sheridan Melissa Lyons (Gesang) | Ilona Otto Anita Hopt (Gesang)              |
| Teresa/Alexa | Cassidy Ladden                        | Bianca Karsten (Sprache und Gesang)         |
| Ian          | Noel Johanson                         | Michael Keller (Sprache und Gesang)         |
| Jeremy       | Jeremy From                           | Gerrit Schmidt-Foß Tobias Kaufhold (Gesang) |
| Melody       | Maryke Hendrikse Lara Janine (Gesang) | Sonja Spuhl Jasmin Schmidt (Gesang)         |
| Lydia        | Kathleen Barr                         | Tanja Geke (Sprache und Gesang)             |
| Slyder       | Mark Acheson                          | Tilo Schmitz                                |
| Stacie       | Chantal Strand                        | Jodie Blank                                 |

## Soundtrack
Am 26. August 2008 erschien ein gleichnamiges Liederalbum, welches von der Edel SE & Co. KGaA vertrieben wurde. Dieses enthielt nicht den deutschen Original-Soundtrack, sondern weitere Lieder, welche inhaltlich an den Film angelehnt waren.